# Richard Brandon
Richard Brandon, detto Young Gregory (Londra, 1591 – Whitechapel, 20 giugno 1649), è stato un boia britannico operativo a Londra nella prima metà del '600, divenuto celebre per aver giustiziato il re Carlo I il 30 gennaio 1649, anche se l'identità del carnefice non è nota con certezza.

## Biografia
Ci sono poche notizie sulla vera identità di Richard Brandon, si sa che nacque a Whitechapel da una famiglia povera, nonostante suo padre fosse Gregory Brandon (?-1623) nipote illegittimo del primo duca di Suffolk, Charles Brandon. Nel 1640 sposò Eleanor Brandon. Nel 1649 fu obbligato, sotto minaccia a diventare boia di corte. Già nei mesi dicembre 1648 - gennaio 1649 eseguì più di 20 esecuzioni. Il 30 gennaio 1649, giustiziò Carlo I d'Inghilterra (fu pagato 30 sterline per l'esecuzione) e questa fu l'ultima esecuzione di cui si ha notizia. Il 20 giugno 1649 Richard Brandon morì di febbre miliare nel suo appartamento a Whitechapel. Fu sepolto con un funerale di terza classe ad insaputa di sua moglie la mattina successiva in una fossa comune di un cimitero della medesima cittadina. Anche il pronipote di Richard Brandon, Gregory Brandon fu un boia, uno tra i più spietati della storia del Regno Unito, infatti un detto popolare recita: